# Andrew Nielsen
Andrew Jeffrey Nielsen (* 13. November 1996 in Red Deer, Alberta) ist ein kanadischer Eishockeyspieler, der seit Februar 2025 beim Södertälje SK aus der schwedischen HockeyAllsvenskan unter Vertrag steht und dort auf der Position des Verteidigers spielt. Zuvor absolvierte Nielsen unter anderem annähernd 280 Spiele in der American Hockey League (AHL).

## Karriere
Andrew Nielsen begann das Eishockeyspielen bei den Red Deer Steel Kings in seiner Heimatstadt und kam über die Red Deer Rebels, die Red Deer Northstar Chiefs und die Red Deer Elks zu den Red Deer Chiefs, mit denen er in der Alberta Midget Hockey League spielte. Beim Bantam Draft der Western Hockey League (WHL) im Jahr 2013 wurde er von den Lethbridge Hurricanes ausgewählt, für die er ab der Spielzeit 2014/15 regelmäßig zum Einsatz kam. In der Saison 2015/16 kam der Verteidiger auf 70 Scorerpunkte in 71 Spielen und wurde am Ende der Spielzeit in das WHL East First All-Star Team gewählt.

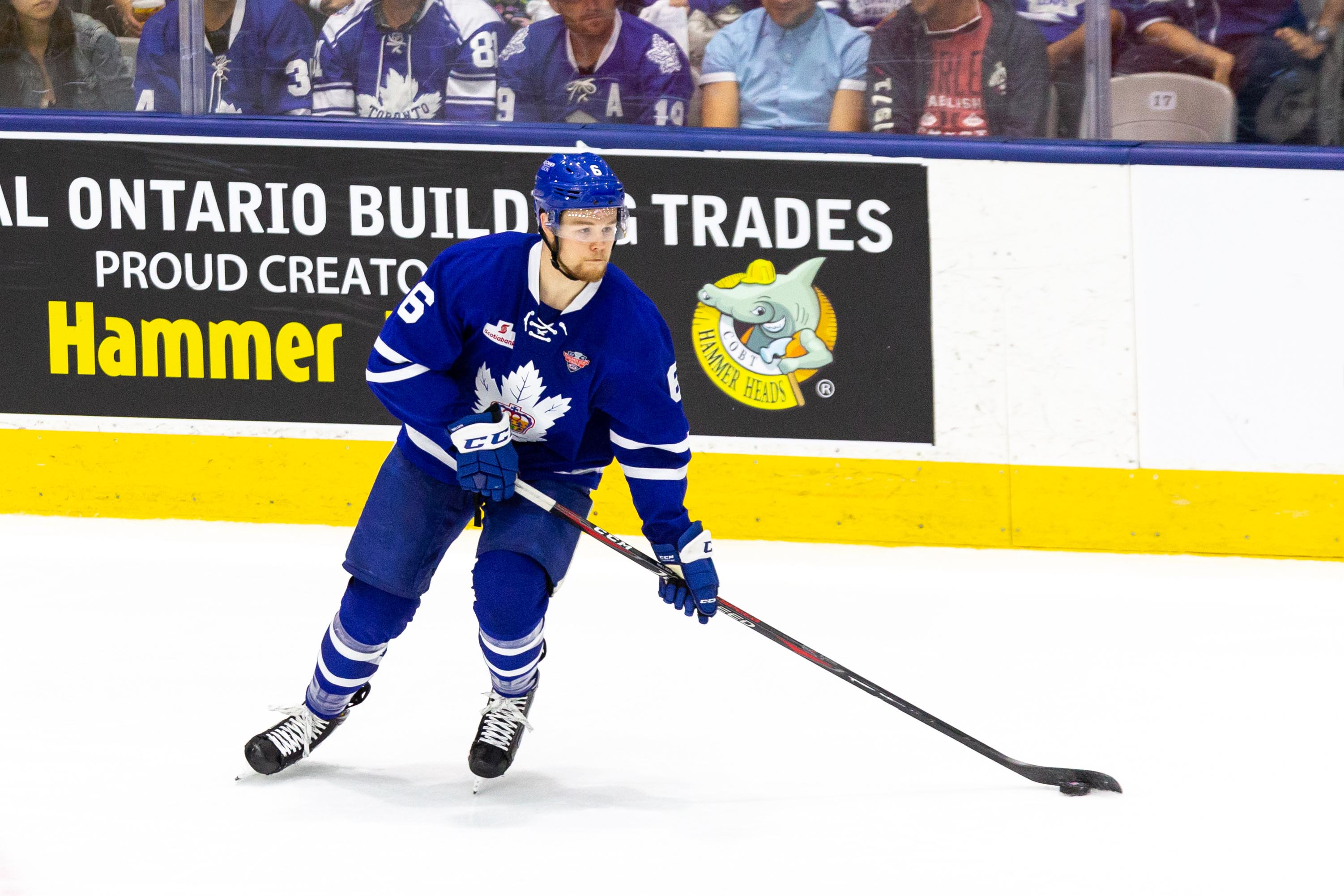
Nielsen im Trikot der Toronto Marlies (2018)

Beim NHL Entry Draft 2015 wurde Andrew Nielsen in der dritten Runde an 65. Position von den Toronto Maple Leafs ausgewählt, wo er am 24. November 2015 einen dreijährigen Einstiegsvertrag unterzeichnete. In Ontario kam Nielsen für die Toronto Marlies, das Farmteam der Maple Leafs, in der American Hockey League (AHL) zum Einsatz. Bei den Marlies entwickelte Nielsen sich zum Stammspieler, so kam er in der Saison 2016/17 zu 74 Einsätzen, gefolgt von 65 Partien in der folgenden Spielzeit. Am Ende der regulären Spielzeit 2017/18 errangen die Marlies die Macgregor Kilpatrick Trophy als punktbestes Team der AHL, bevor sich die Mannschaft in den darauf folgenden Playoffs durch einen Finalsieg über die Texas Stars auch den Calder Cup sicherte. Die Spielzeit 2018/19 begann Nielsen bei den Marlies, für die er fünf Spiele absolvierte. Da sich der Verteidiger jedoch nicht wie von den Toronto Maple Leafs gewünscht entwickelt hatte, wurde er am 28. November 2018 an die Calgary Flames abgegeben, die im Gegenzug den Außenstürmer Morgan Klimchuk nach Toronto schickten. Seither kam der Abwehrspieler für das Farmteam der Flames, die Stockton Heat, zum Einsatz.
Im August 2020 verließ Nielsen Nordamerika und schloss sich dem EHC Linz aus der ICE Hockey League an. Dort bestritt er 15 Partien, bevor er in die Vereinigten Staaten zurückkehrte und dort in der zweiten Hälfte der Saison 2020/21 sechs Partien auf Probe bei den Hershey Bears aus der AHL bestritt. Im September 2021 unterzeichnete er einen Einjahresvertrag bei den Colorado Eagles aus derselben Liga, die ihn jedoch ausschließlich bei den Utah Grizzlies in der drittklassigen ECHL einsetzten und seinen Vertrag Anfang 2022 frühzeitig auflösten. Anschließend stand er jeweils auf Probe bei den Ontario Reign, wo er ohne Einsatz blieb, sowie von Februar 2022 bis Saisonende bei den Tucson Roadrunners unter Vertrag. Zur Spielzeit 2022/23 kehrte der Verteidiger zu den Utah Grizzlies in die ECHL zurück, beendete die Saison nach einigen Leihen in die AHL aber bei Utahs Ligakonkurrenten Cincinnati Cyclones. Das Spieljahr 2023/24 verbrachte Nielsen in Europa, wo er für Vålerenga IF in der norwegischen Eliteserien und den HC 05 Banská Bystrica in der slowakischen Extraliga auflief.
Zur Saison 2024/25 schloss sich der Kanadier den Allen Americans aus der ECHL an. Dort kam er bis Ende November zu zehn Einsätzen, ehe er im Rahmen eines Tauschgeschäfts zwischen Allen, den Orlando Solar Bears und Worcester Railers an Worcester abgegeben wurde. Nach drei Einsätzen schickten die Railers ihn nur wenige Tage später in einem abermaligen Transfer zu den Utah Grizzlies. Für die Grizzlies absolvierte der Verteidiger bis Mitte Februar 2025 insgesamt 30 Spiele. Seine 23 Scorerpunkte führten schließlich zur Verpflichtung durch den Södertälje SK aus der zweitklassigen schwedischen HockeyAllsvenskan, seinem bereits vierten Klub in dieser Spielzeit.

## Erfolge und Auszeichnungen
- 2016 WHL East First All-Star Team
- 2018 Calder-Cup-Gewinn mit den Toronto Marlies
- 2023 Teilnahme am ECHL All-Star Game

## Karrierestatistik
Stand: Ende der Saison 2024/25
(Legende zur Spielerstatistik: Sp oder GP = absolvierte Spiele; T oder G = erzielte Tore; V oder A = erzielte Assists; Pkt oder Pts = erzielte Scorerpunkte; SM oder PIM = erhaltene Strafminuten; +/− = Plus/Minus-Bilanz; PP = erzielte Überzahltore; SH = erzielte Unterzahltore; GW = erzielte Siegtore; 1 Play-downs/Relegation; Kursiv: Statistik nicht vollständig)